# Adina-Ioana Vălean
Adina-Ioana Vălean (Băicoi, 16 de febrero de 1968) es una política rumana que desde 2019 ocupa el cargo de comisaria europea de Transportes bajo la dirección de la presidenta de la Comisión Europea, Ursula von der Leyen. Anteriormente fue diputada del Parlamento Europeo desde 2007 hasta 2019, donde presidió la Comisión de Industria, Investigación y Energía en 2019.

## Educación
Estudiante de la Universidad de Bucarest, Vălean tiene un máster en Integración Europea y Estudios de Seguridad, estudios de postgrado en Gestión de la Seguridad Nacional y la Defensa y una licenciatura en Matemáticas.

## Carrera política

### Carrera en la política nacional
Miembro del Partido Nacional Liberal (PNL), y miembro del Partido Popular Europeo, Vălean fue elegido a la Cámara de Diputados en la lista de Justicia y Verdad por el distrito de Călărași (durante las elecciones de 2004).

### Diputado al Parlamento Europeo (2007-2019)
Vălean se convirtió en diputada del Parlamento Europeo el 1 de enero de 2007, con la adhesión de Rumanía a la Unión Europea. Durante su estancia en el Parlamento, formó parte de la Comisión de Industria, Investigación y Energía; en 2019, se convirtió en presidenta de la comisión. Durante su estancia en la comisión, fue la ponente del Parlamento para el Mecanismo de Interconexión para Europa (MCE) y la normativa sobre itinerancia de la Unión Europea.
De 2014 a 2017, Vălean fue una de las vicepresidentas del Parlamento Europeo bajo el liderazgo del presidente Antonio Tajani; en calidad de tal, se encargó de las tecnologías de la información y la comunicación (TIC). También presidió la Comisión de Medio Ambiente, Salud Pública y Seguridad Alimentaria desde 2017 hasta 2019 y formó parte de la Comisión de Peticiones desde 2009 hasta 2014.
Además de sus tareas en las comisiones, Vălean formó parte de las delegaciones de los Parlamentos con los países del sudeste de Europa (2007-2009); la Asamblea Parlamentaria Euronest (2009-2014); y los Estados Unidos (desde 2014). También fue miembro del Diálogo Transatlántico de Legisladores (TLD); del Foro Europeo de Internet; y del Intergrupo del Parlamento Europeo sobre Inversión a Largo Plazo y Reindustrialización.

### Comisario europeo de Transportes (2019-actualidad)
En noviembre de 2019, el Gobierno de centro-derecha del primer ministro Ludovic Orban propuso a Vălean y a Siegfried Mureșan como candidatos a ser el próximo comisario europeo del país. Posteriormente, fue elegida para ser la próxima comisaria europea de Transportes por la presidenta de la Comisión Europea, Ursula von der Leyen.
A principios de marzo de 2020, Vălean fue nombrada por von der Leyen para formar parte del grupo de trabajo especial de la Comisión para coordinar la respuesta de la Unión Europea a la pandemia del coronavirus.

## Vida personal
Vălean está casada con el también político Crin Antonescu y tiene un hijo.